# Marino Zerial
Marino Zerial (* 8. August 1958 in Triest) ist ein italienisch-deutscher Zellbiologe. 2006 wurde er mit dem Gottfried-Wilhelm-Leibniz-Preis ausgezeichnet.

## Werdegang
Nach Schule und Studium der Biologie promovierte Zerial 1982 an der Universität Triest. Von 1982 an war er wissenschaftlicher Mitarbeiter, zunächst am Institut Jacques Monod in Paris, ab 1985 am Europäischen Laboratorium für Molekularbiologie (EMBL) in Heidelberg (ab 1989 als ständiger Mitarbeiter). 1991 wurde Zerial Leiter einer Forschungsgruppe des Zellbiologieprogramms des EMBL.
Seit 1998 ist er einer der Gründungsdirektoren des Max-Planck-Instituts für molekulare Zellbiologie und Genetik (MPI-CBG) in Dresden. Zudem ist er Honorarprofessor an der medizinischen Fakultät der Technischen Universität Dresden. Von Juli 2019 bis Juni 2021 war er geschäftsführender Direktor des MPI-CBG. Im Februar 2023 wurde er als Nachfolger von Iain Mattaj zum Direktor der Human Technopole in Mailand gewählt. Er trat die Stelle am 1. September 2023 an, wird seine Forschungsgruppe am MPI-CBG jedoch während einer Übergangsphase von zwei bis drei Jahren weiterhin betreuen.
Marino Zerial ist verheiratet und hat zwei Kinder.

## Forschung
Die Gruppe um Marino Zerial erforscht molekulare Mechanismen bei Transportvorgängen in Zellen (im Fachjargon Endozytose genannt). Durch die Suche nach relevanten Genen dieser Transporte und deren Analyse erhofft sich Zerial neue Erkenntnisse der Funktionsweise und Aufgaben der Endozytose.
Die Forschungsinteressen von Zerial reichen von der Analyse der Komponenten und Funktion der Endozytose bis hin zu ihrer Rolle in der Zelle und in Geweben, wie in der Etablierung der Polarität von Leberzellen (Hepatozyten) und der Struktur und Funktion von Lebergewebe. Die Forschungsgruppe verfolgt einen besonderen interdisziplinären Ansatz, der biochemische und biophysikalische Methoden mit fortschrittlicher Lichtmikroskopie, Zellbiologie und computergestützter dreidimensionaler Geweberekonstruktion kombiniert.
Durch seine Arbeiten hat Zerial neue Erkenntnisse zum Verständnis grundlegender zellulärer Prozesse erbracht. Das Verstehen der Transportwege in der Zelle kann langfristig zur Entwicklung neuer Heilungsmethoden, zum Beispiel bei Lebererkrankungen, beitragen.

## Auszeichnungen
- 1994: FEBS Anniversary Prize der Gesellschaft für Biochemie und Molekularbiologie[8]
- 1998: Chiara D’Onofrio Award
- 2006: Gottfried-Wilhelm-Leibniz-Preis der Deutschen Forschungsgemeinschaft[9]
- 1996: gewähltes Mitglied der European Molecular Biology Organization[10]
- 2019: Mitglied des Istituto Veneto di Scienze, Lettere ed Arti[11]
- 2021: Mitglied der American Academy of Arts and Sciences[12]
- 2024: Mitglied der Nationalen Akademie der Wissenschaften Leopoldina